# Співака
Співака (рос. Спевака) — річка в Україні, у Шепетівському районі Хмельницької області. Ліва притока Гнилого Рогу, (басейн Дніпра).

## Опис
Довжина річки приблизно 9,31 км, найкоротша відстань між витоком і гирлом — 6,97 км, коефіцієнт звивистості річки — 1,34. До проведення повної каналізації річка мала довжину більше 10 км зі звивистим руслом.

## Розташування
Бере початок на північно-східній околиці села Мокрець. Тече переважно на північний захід і біля присілку села Комини впадає у річку Гнилий Ріг, праву притоку Вілії.
Населені пункти вздовж берегової смуги: Борисів.

## Цікавий факт
- У 1906 році село Співак Плужанської волості Острозького повіту Волинської губернії. Відстань від повітового міста 15 верст, від волості 10. Дворів 18, мешканців 71[3].

- В XIX столітті у селі Співак на річці працював водяний млин[1].

- У книзі Олександра Цинкаловського «Стара Волинь і Волинське Полісся» про цей населений пункт зазначено: |                                                                                                                                                                                                         | \| Співаки, село, Острозький пов., Плужанська вол., 19 км від Острога. В кінці 19 ст. було там 26 домів і 144 жителів. До великої зем. власности в селі С. 1911 р. належало до поміщика Горлова 1,292 дес. [4] \| |
| Співаки, село, Острозький пов., Плужанська вол., 19 км від Острога. В кінці 19 ст. було там 26 домів і 144 жителів. До великої зем. власности в селі С. 1911 р. належало до поміщика Горлова 1,292 дес. | |